# عنف بنيوي
العنف البنيوي (بالنرويجية Strukturell vold) هو نوع من العنف الذي يحدث عندما تؤدي بعض الهياكل الاجتماعية أو المؤسسات الاجتماعية إلى إيذاء الأفراد من خلال منعهم من تلبية احتياجاتهم الأساسية أو حرمانهم من حقوقهم الطبيعية. صك هذا المصطلح عالم الاجتماع النرويجي يوهان غالتونغ في عام 1969، حيث اعتبر أن العنف البنيوي هو "إعاقة قابلة للتجنب للاحتياجات الإنسانية الأساسية". هذا العنف البطيء هو نوع من الإيذاء أو الضرر يُمارس بشكل غير مباشر وعلى مدى زمن طويل، حيث تظل آثار هذا العنف غير مرئية لفترات طويلة قبل أن تتضح ولا يمكن تحديد الجناة أو محاسبتهم. يؤكد هذا المصطلح على الأذى الذي يلحق بالمجتمعات بسبب غياب العدالة الاجتماعية، التمييز، وعدم المساواة في الحصول على الموارد.

## جذور المفهوم
تعود جذور مصطلح العنف البنيوي إلى الستينيات من القرن العشرين، عندما عرّف عالم الاجتماع النرويجي يوهان غالتونغ العنف البنيوي بأنه "الإيذاء الذي يمارسه المجتمع بشكل خفي ضد المواطنين". اعتبر غالتونغ أن هذا العنف يمكن أن يكون أكثر تدميرًا من العنف الجسدي الواضح المباشر.
وبعد عقود، صاغ الباحث الأدبي روب نيكسون مصطلح (العنف البطيء) لوصف العنف البنيوي الذي يمتد على مدى سنوات، حيث يعاني ضحاياه من آثار مدمرة ولكن هذه الآثار تدريجية ولا تدرك بسهولة من الوهلة الأولى.

## تأثير العنف البنيوي وأبعاده
تنعكس آثار العنف البنيوي على الفرد والمجتمع، إذ يتجلى هذا النوع من العنف في الضرر أو الأذى الذي يقع على الناس نتيجة التركيب الاجتماعي والاقتصادي والثقافي للمجتمع الذي يعيش فيه هؤلاء الناس. يُعد العنف البنيوي عاملًا رئيسيًا في زيادة فرص تعرض الضحايا للعنف مرة أخرى، حيث يكون هؤلاء الأشخاص أكثر عرضة للعنف المباشر، مثل العنف في العلاقات، بسبب الفقر وعدم توفر الموارد الضرورية مثل التعليم والرعاية الصحية. وبما أن هذا النوع من العنف غالبًا ما يكون غير ملموس ولا يمكن تسجيله، مما يجعل رصده ومواجهته أمرًا صعبًا، حيث أن الضحايا قد يواجهون إقصاءًا وتهميشًا كبيرًا من المؤسسات التي ينبغي أن تحميهم، مما يؤدي إلى تدهور صحتهم النفسية والجسدية وزيادة المعاناة الناتجة عن هذا العنف. لذلك، كانت هناك دعوات لضرورة دراسة وفهم العنف البنيوي والتعرف على تأثيره لإيجاد حلول فعالة لوقفه وتحسين الرفاه المجتمعي والصحة العامة وتحقيق العدالة الاجتماعية.

## أنظر أيضًا
- عدالة اجتماعية